# 武龍縣 (晏州)
武龍縣，唐貞觀元年（627年）置，屬晏州。貞觀十二年廢。在今廣西省。